# Acroporium serricalyx
Acroporium serricalyx är en bladmossart som beskrevs av Brotherus 1925. Acroporium serricalyx ingår i släktet Acroporium och familjen Sematophyllaceae. Inga underarter finns listade i Catalogue of Life.